# Espartaco: El gladiador
Espartaco: El gladiador es una novela de ficción histórica del escritor keniano Ben Kane y con ella inicia la duología dedicada a la figura del esclavo y gladiador tracio, Espartaco. En esta primera parte se narra la captura de Espartaco, su conversión a esclavo y gladiador, y el desarrollo de lo que sería conocido como la tercera guerra servil.

## Argumento
En la primera parte de la serie dedicada a la figura de Espartaco, se ven los inicios del levantamiento de esclavos en contra de la Antigua Roma, que sería conocido más tarde como la tercera guerra servil. La historia parte con la traición del pueblo tracio hacia su compatriota, Espartaco, quien termina siendo vendido como esclavo. Obligado por las circunstancias, el guerrero tracio deberá transformarse en un gladiador de Capua, en la península itálica, lugar de donde más tarde escaparía y se levantaría en armas junto a los demás gladiadores. Junto a los galos Crixus, Castus, Gannicus y el germano Oenomaus, Espartaco se convertirá en una figura de admiración para muchos otros esclavos que se unirán a la causa.
En el inicio de la travesía de Espartaco, se le unirá Ariadne, una sacerdotisa del dios Dioniso, quien se convertirá en su fiel amante y esposa. Además del romano Carbo, quien fielmente se mantendrá a su lado contra los ejércitos romanos enviados para sofocar la rebelión. Por el otro lado, la figura aristócrata de Marco Licinio Craso trasladará la historia a la perspectiva del mundo político romano, que deberá tomar medidas drásticas para acabar con el levantamiento de esclavos.

## Personajes

### Rebeldes
- Espartaco: Gladiador tracio. Exsoldado de las legiones romanas. Líder de la rebelión.
- Ariadne: Esposa de Espartaco, sacerdotisa de Dioniso.
- Carbo: Gladiador auctoractus romano.
- Crixus: Gladiador y líder galo.
- Gannicus: Gladiador y líder galo.
- Castus: Gladiador y líder galo.
- Oenomaus: Gladiador y líder germano.
- Navio: Exsoldado romano.
- Getas: Gladiador tracio, amigo de Espartaco.
- Seuthes: Gladiador tracio, amigo de Espartaco.
- Atheas: Gladiador samnita.
- Taxacis: Gladiador samnita.

### Romanos
- Marco Licinio Craso: Senador aristócrata romano.
- Gneo Cornelio Léntulo Clodiano: Cónsul romano del 72 a. C.
- Lucio Gelio Publícola: Cónsul romano del 72 a. C.
- Léntulo Batiatus: Lanista del ludus de Capua.
- Cayo Claudio Glabro: Pretor romano
- Publio Varinio: Pretor romano
- Lucio Furio: Pretor romano
- Lucio Cosinio: Pretor romano

### Otros
- Kotys: Rey de los medos, pueblo de Tracia.
- Paccius: Esclavo samnita.
- Saenius: Mayordomo de Craso.